# Diversidad sexual en Uzbekistán
Las personas del colectivo LGBT+ en Uzbekistán se enfrentan a ciertos desafíos legales y sociales no experimentados por otros residentes. Las relaciones sexuales consensuales entre personas del mismo sexo aún son ilegales para los hombres homosexuales en el país, además, la diversidad sexual es un tema tabú en la sociedad uzbeca, la cual es mayormente conservadora, por lo tanto, aún persiste la violencia, la discriminación y la persecución de las personas LGBT+ en el país.

## Legislación y derechos

### Despenalización de la homosexualidad
El artículo 120 del Código Penal (1994) penaliza el "besoqolbozlik" (relaciones homosexuales), que es la "relación sexual voluntaria de dos individuos varones", con penas de prisión de hasta 3 años. Aunque el artículo 120 solo penaliza oficialmente los actos entre hombres, una activista local informó a ILGA Mundo en 2019 que las mujeres que tienen sexo con mujeres también son objeto de ataques rutinarios debido al efecto social de esta disposición, que condena la "homosexualidad" en general sin distinción del género de la persona implicada.
Hay casos en los que se utilizó contra la protesta o la demanda de protección de derechos. Por ejemplo, en octubre de 2015, un profesor de la ciudad de Andijan se quejó de la falta de electricidad y fue amenazado con ser detenido por protestar. Un mes después fue acusado de "homosexualidad".
En junio de 2021, el presidente del Partido Democrático del Renacimiento Nacional de Uzbekistán—uno de los cinco partidos políticos "oficialmente autorizados" del país—sugirió la deportación masiva de Uzbekistán de ciudadanos con orientación sexual o identidad de género diversa en lugar de detenerles y "obligarles a vivir en una sociedad en la que no son reconocidos".

### Reconocimiento de las parejas del mismo sexo
No existe ningún tipo de reconocimiento hacia las parejas conformadas por personas del mismo sexo en forma de matrimonio o de unión civil en Uzbekistán, por ende, el Estado uzbeco no reconoce a la familia homoparental. En Uzbekistán no están prohibidas constitucionalmente las uniones civiles o el matrimonio entre personas del mismo sexo; sin embargo, es improbable que se apruebe un proyecto de ley en los próximos años que pueda permitir que las parejas del mismo sexo tengan el mismo derecho que las parejas heterosexuales a acceder a las uniones civiles o al matrimonio.

### Leyes y medidas antidiscriminación
Uzbekistán, al igual que los demás países de Asia Central, no posee ningún tipo de legislación, norma, medida o artículo en el código penal que prohíba la discriminación por motivos de orientación sexual o identidad y expresión de género en áreas como en el acceso al empleo, la educación, los servicios de salud, el acceso a la justicia, la vivienda o el acceso a lugares y/o establecimientos tanto públicos o privados, entre otros.

### Leyes y medidas restrictivas

#### Restricciones a la libertad de expresión
En enero de 2022, un bloguero fue condenado a tres años de prisión, tras ser acusado de "calumnia con malicia u otra intención maliciosa" en virtud del artículo 139(3)(g) del Código Penal. Al parecer, los cargos se formularon en respuesta a sus acusaciones de corrupción en el gobierno uzbeko y a su llamamiento a la despenalización de los actos sexuales entre personas del mismo sexo. Los cargos se formularon en 2021, después de que fuera hospitalizado a causa de las lesiones provocadas por una turba enfurecida que protestaba contra los derechos del colectivo LGBTIQ+ en la capital. Al parecer, a los periodistas se les negó el acceso a los procedimientos del juicio alegando que no habían dado negativo en las pruebas de Covid-19, aunque a otros interesados se les permitió entrar en el tribunal.
En diciembre de 2022, la Agencia de Información y Comunicación de Masas de Uzbekistán presentó un proyecto de ley del Código de la Información (2022). El artículo 54 prohibiría la "promoción" de "relaciones contra natura entre personas del mismo sexo" en los medios de comunicación de aprobarse.

#### Restricciones a la libertad de asociación
El artículo 3 de la Ley de Asociaciones Públicas (1991) prohíbe la "formación de una asociación pública cuya actividad esté dirigida a la destrucción de los fundamentos éticos de la sociedad o de los valores humanistas generales". Otra cláusula dentro del mismo artículo dice: "De conformidad con la ley, se perseguirá la formación y la actividad de una asociación pública que infrinja la salud y la moralidad de la población y los derechos e intereses legalmente garantizados de los ciudadanos".
Estas cláusulas, a la luz de la ley que penaliza las relaciones sexuales consensuales entre hombres en Uzbekistán, podrían imponer severos obstáculos al registro de una organización que trabaja en cuestiones de diversidad sexual y de género.

### Leyes sobre crímenes de odio e incitación al odio
En la actualidad, el Código Penal uzbeco no criminaliza de ninguna forma las amenazas, los crímenes de odio o la incitación al odio si estos fuesen motivados por la orientación sexual o la identidad y expresión de género, de igual forma, tampoco se criminaliza el discurso de odio.

## Tabla de resumen
| Actividad sexual del mismo sexo legal                                                                               | Para hombre (mujeres legal) |
| Igualdad de edad de consentimiento                                                                                  | (mujeres legal)             |
| Leyes contra la discriminación en el empleo solamente                                                               |                             |
| Leyes contra la discriminación en la provisión de bienes y servicios.                                               |                             |
| Leyes contra la discriminación en todas las demás áreas (incluida la discriminación indirecta, el discurso de odio) |                             |
| Matrimonios del mismo sexo                                                                                          |                             |
| Reconocimiento de parejas del mismo sexo.                                                                           |                             |
| Adopción de hijastros por parejas del mismo sexo                                                                    |                             |
| Adopción conjunta de parejas del mismo sexo.                                                                        |                             |
| Gais y lesbianas pueden servir abiertamente en el ejército                                                          |                             |
| Derecho a cambiar de género legal                                                                                   |                             |
| Acceso a FIV para lesbianas                                                                                         |                             |
| Subrogación comercial para parejas homosexuales                                                                     |                             |
| MSM autorizado a donar sangre                                                                                       |                             |